# La segreta passione di Judith Hearne
La segreta passione di Judith Hearne (The Lonely Passion of Judith Hearne) è un film del 1987 diretto da Jack Clayton, tratto dal romanzo Judith Hearne di Brian Moore.

## Trama
In una modesta pensione di Dublino vive Judith Hearne, zitella cinquantenne e insegnante di pianoforte. Oppressa dal ricordo di un'anziana e dispotica zia, a cui aveva fatto da infermiera nei suoi ultimi giorni di vita, Judith è rimasta sola al mondo e in difficoltà finanziarie. Arrancando tra saltuarie ripetizioni per sopravvivere, riesce a lenire le sue ferite interiori solo con l'alcol. A interrompere la sua routine subentra il goffo corteggiamento del fratello della sua gretta padrona di casa, che crede Judith una ricca ereditiera.

## Riconoscimenti
- 1988 - British Academy of Film and Television Arts
  - BAFTA alla migliore attrice protagonista a Maggie Smith